# NNN 오늘의 사건
NNN 오늘의 사건(NNNきょうの出来事)은 NNN계열 방송국에서 방송된 보도프로그램이다. 1954년 첫 방송을 한 후 2006년 9월 대단원의 막을 내렸다. 후속 프로그램은 뉴스 제로(NEWS ZERO)이다.

## 개요
- 1953년 8월 28일 개국한 이후 1년도 되지 않은 1954년 10월 4일부터 시작되었다(당초에는 평일만, 1958년 4월 5일부터 주말에도 방송 시작)
- NNN가맹 방송국이 모두 방송한 프로그램이며 다른 민영 방송국이 방송을 하지 않은 오키나와를 제외하면 일본 전국에서 볼 수 있었다.
- 1971년부터 컬러방송을 개시하였으며, 1978년부터 1993년 5월 31일까지 음성다중방송을 거쳐, 2006년 4월 3일부터 같은해 9월 29일까지 청각장애인용 자막방송도 하였다.

## 타이틀 변천사
| 기간                              | 월-금요일                                                     | 토요일                                                      |
| --------------------------------- | ------------------------------------------------------------- | ----------------------------------------------------------- |
| 1954년 10월 4일 ~ 1958년 4월 4일  | 東芝提供 今日の出来事 (도시바 제공 오늘의 사건)               | (방송 없음)                                                 |
| 1958년 4월 5일 ~ 1966년 3월 31일  | 東芝提供 今日の出来事 (도시바 제공 오늘의 사건)               | 東芝提供 今日の出来事 (도시바 제공 오늘의 사건)             |
| 1966년 4월 1일 ~ 1980년 3월 30일  | NNNきょうの出来事 (NNN 오늘의 사건)                           | NNNきょうの出来事 (NNN 오늘의 사건)                         |
| 1980년 3월 31일 ~ 1988년 4월 3일  | The Day NNNきょうの出来事 (The Day NNN 오늘의 사건)           | The Day NNNきょうの出来事 (The Day NNN 오늘의 사건)         |
| 1988년 4월 4일 ~ 1990년 4월 1일   | NNNきょうの出来事 Sports&News (NNN 오늘의 사건 Sports&News)   | NNNきょうの出来事 (NNN 오늘의 사건)                         |
| 1990년 4월 2일 ~ 1994년 4월 1일   | NNNきょうの出来事 Sports&News (NNN 오늘의 사건 Sports&News)   | NNNきょうの出来事 Sports&News (NNN 오늘의 사건 Sports&News) |
| 1994년 4월 2일 ~ 2002년 3월 31일  | NNNきょうの出来事 (NNN 오늘의 사건)                           | NNNきょうの出来事 (NNN 오늘의 사건)                         |
| 2002년 4월 1일 ~ 2004년 3월 28일  | NNNきょうの出来事 & SPORTS MAX (NNN 오늘의 사건 & SPORTS MAX) | NNNきょうの出来事 (NNN 오늘의 사건)                         |
| 2004년 3월 29일 ~ 2006년 9월 29일 | NNNきょうの出来事 (NNN 오늘의 사건)                           | NNNきょうの出来事 (NNN 오늘의 사건)                         |

## 방송 시간
| 시간    | 시간   | 월 ~ 수요일    | 금요일         | 토요일         | 일요일         |
| ------- | ------ | -------------- | -------------- | -------------- | -------------- |
| 1954.10 | 1961.3 | (불명)         | (불명)         | (불명)         | (불명)         |
| 1961.4  | 1962.9 | 21:00 - 21:10  | 21:00 - 21:10  | 21:00 - 21:10  | 21:00 - 21:10  |
| 1962.10 | 1963.9 | 21:30 - 21:40  | 21:30 - 21:40  | 21:30 - 21:40  | 21:30 - 21:40  |
| 1963.10 | 1966.9 | 22:00 - 22:10  | 22:00 - 22:10  | 22:30 - 22:40  | 22:00 - 22:10  |
| 1966.10 | 1967.9 | 22:00 - 22:10  | 22:00 - 22:10  | 23:00 - 23:10  | 23:00 - 23:10  |
| 1967.10 | 1968.3 | 23:00 - 23:10  | 23:00 - 23:10  | 23:00 - 23:10  | 23:00 - 23:10  |
| 1968.4  | 1976.3 | 23:00 - 23:10  | 23:00 - 23:10  | 23:30 - 23:40  | 23:30 - 23:40  |
| 1976.4  | 1980.3 | 23:00 - 23:15  | 23:00 - 23:15  | 23:30 - 23:40  | 23:30 - 23:40  |
| 1980.4  | 1985.3 | 23:00 - 23:20  | 23:00 - 23:20  | 23:30 - 23:40  | 23:30 - 23:40  |
| 1985.4  | 1988.3 | 23:00 - 23:30  | 23:30 - 23:45  | 23:30 - 23:40  | 23:30 - 23:40  |
| 1988.4  | 1990.3 | ★23:00 - 23:55 | ★23:30 - 23:55 | 23:30 - 23:40  | 23:30 - 23:40  |
| 1990.4  | 1990.9 | ★23:00 - 23:55 | ★23:30 - 23:55 | ★23:30 - 24:00 | ★23:30 - 24:00 |
| 1990.10 | 1994.3 | ★23:00 - 23:55 | ★23:00 - 23:25 | ★23:30 - 24:00 | ★23:30 - 24:00 |
| 1994.4  | 1994.9 | 22:55 - 23:25  | 23:00 - 23:25  | 23:30 - 23:45  | 23:30 - 23:45  |
| 1994.10 | 1995.3 | 22:54 - 23:25  | 23:00 - 23:25  | 23:30 - 23:45  | 23:30 - 23:45  |
| 1995.4  | 2001.3 | 22:54 - 23:25  | 23:30 - 23:55  | 23:30 - 23:45  | 23:30 - 23:45  |
| 2001.4  | 2002.3 | 22:54 - 23:25  | 23:30 - 23:55  | 24:35 - 24:50  | 24:10 - 24:25  |
| 2002.4  | 2002.9 | ☆22:54 - 23:55 | ☆23:30 - 24:25 | 24:35 - 24:50  | 24:10 - 24:25  |
| 2002.10 | 2003.3 | ☆23:24 - 24:20 | ☆23:30 - 24:20 | 24:35 - 24:50  | 24:10 - 24:25  |
| 2003.4  | 2004.3 | ☆23:24 - 24:28 | ☆23:30 - 24:28 | 24:35 - 24:50  | 24:10 - 24:25  |
| 2004.4  | 2006.9 | 22:54 - 23:25  | 23:30 - 23:59  | 24:35 - 24:50  | 24:10 - 24:25  |

## 마지막회까지 프로그램을 방송한 방송국
- 니혼테레비 (중심 방송국)
  - NNN계열 방송국이 없던 오키나와의 취재도 담당했다.[1]
- 삿포로 TV 방송 (1959년 4월 1일 개국 당시부터)
- 아오모리 방송 (1959년 10월 1일 텔레비전 방송국 개국 당시부터)
- 아키타 방송(1960년 4월 1일 텔레비전 방송국 개국 당시부터)
- TV 이와테(1969년 12월 1일 개국 당시부터)
- 야마가타 방송(1960년 3월 16일 텔레비전 방송국 개국 당시부터)
- 미야기 TV 방송(1970년 10월 1일 개국 당시부터)
- 후쿠시마 중앙 TV(1971년 10월 1일 후쿠시마 TV와의 네트워크 교환에 따라 방송시작)[2]
- 야마나시 방송 (1959년 12월 20일 텔레비전 방송국 개국 당시부터)
- TV 신슈(1980년 10월 1일 개국 당시부터)
- TV 니가타 방송망(1981년 4월 1일 개국 당시부터)
- 시즈오카 제일 TV(1979년 7월 1일 개국 당시부터)
- 기타니혼 방송 (1959년 4월 개국 당시부터)
- TV 가나자와(1990년 4월 1일 개국 당시부터)
- 후쿠이 방송(1960년 6월 1일 텔레비전 방송국 개국 당시부터)
- 주쿄 TV 방송 (1973년 4월 1일부터)[3]
- 요미우리테레비 (1958년 8월 28일 개국 당시부터)
- 니혼카이 TV (1959년 3월 3일 개국 당시부터)
  - 1972년 방송구역 광역화 이후 시마네현도 취재구역에 포함된다.
- 니시닛폰 방송 (1958년 7월 1일 텔레비전 방송국 개국 당시부터)
  - 1983년 방송구역 광역화 이후 가가와현도 취재구역에 포함된다.
- 시코쿠 방송(1959년 4월 1일 텔레비전 방송국 개국 당시부터)
- 고치 방송(1959년 4월 1일 텔레비전 방송국 개국 당시부터)
- 난카이 방송(1958년 12월 1일 텔레비전 방송국 개국 당시부터)
- 히로시마 TV 방송(1962년 9월 1일 개국 당시부터)
- 야마구치 방송(1959년 4월 1일 텔레비전 방송국 개국 당시부터)[4]
- 후쿠오카 방송 (1969년 4월 1일 개국 당시부터)[5]
- 나가사키 국제 TV(1991년 4월 1일 개국 당시부터)
- 구마모토현민 TV(1982년 4월 1일 개국 당시부터)
- TV 오이타(1970년 4월 1일 개국 당시부터)
- TV 미야자키(1970년 4월 1일 개국 당시부터)
- 가고시마 요미우리 TV(1994년 4월 1일 개국 당시부터)

### 이전에 방송한 적이 있던 방송국
- 나고야 TV 방송(1962년 4월 1일 개국 당시부터 1973년 3월 31일까지)
- TV 니시닛폰(1958년 8월 28일 개국 당시부터 1964년 9월 30일까지) 
  - 네트워크 변경(니혼 TV→후지 TV)으로 중단
- 센다이 방송(1962년 10월 1일 개국 당시부터 1970년 9월 30일까지)
- 니가타 종합 TV(1968년 12월 16일 개국 당시부터 1981년 3월 31일까지)
- 시즈오카 현민 TV(현：시즈오카 아사히 TV) 
  - 1978연 7월 1일 개국 당시부터 1979년 6월 30일까지
- TV 나가사키(1969년 4월 1일 개국 당시부터 1990년 9월 30일까지)
- TV 구마모토(1969년 4월 1일 개국 당시부터 1982년 3월 31일까지)
- 가고시마 TV(1969년 4월 1일 개국 당시부터 1994년 3월 31일까지)

## 같이 보기
- 뉴스 제로